# Aquador Boats
Aquador Boats eller bara Aquador är ett varumärke för motorbåtar. Företaget grundades av Sakari Mattila år 1995 men köptes upp av Bella Veneet år 2000. Mellan 1998-2000 tillverkades båtarna i Irland och led då av stora kvalitetsproblem. Aquadors första båtmodell tillverkades av  båtpionjärerna Sakari Mattila och Rolf Eliasson. Båtmodellen Aquador 28HT tilldelades titeln bästa sportcruisern under 45 ft i England år 2009. Inför året 2010 släpptes fyra nya modeller med motoreffekter mellan 150 och 600 hk. Idag erbjuder de 17 olika båtmodeller inom områdena kabin, daycruiser-, hardtop- och walkaroundbåtar. Aquador Boats kommer att få ta över två båtmodeller från Flipper Boats efter att Nimbus Boats har sålt Flipper Boats till Cremo Boats år 2025. Men behåller modellerna Flipper 900 DC och även modellen Flipper 900 ST kommer att bli modeller i Aquador Boats i stället för i Flipper Boats efter licenseringperioden gått ut.